# Škoti
Škoti ili Škotlanđani (eng. Scottish people, Scots, gla. Gáidheal, Albannaich) su stanovnici Škotske, to jest sjevernog dijela Velike Britanije i obližnjih otoka. Škotska ima oko 5,3 milijuna stanovnika, što je 9% ukupnog stanovništva Ujedinjenog Kraljevstva. Osim u Škotskoj najviše ih ima u SAD i Kanadi. Opredijeljenih Škota danas ima od 6 do 8 milijuna, no drži se da je škotskog podrijetla od 28 do 40 milijuna ljudi u svijetu koji su izgubili su izgubili osjećaj pripadnosti škotskom narodu. 
Kao etnička grupa, Škoti su narod keltskog podrijetla, bliski Ircima i Velšanima. 
Glavni jezik Škota je dijalekt engleskog jezika, a 1,5% njih govori škotski gealski jezik.
Većina Škota pripada škotskoj protestantskoj crkvi, dok katolici čine 15% stanovništva.